# Paracoskinolina
Paracoskinolina es un género de foraminífero bentónico de la subfamilia Praedictyorbitolininae, de la familia Orbitolinidae, de la superfamilia Orbitolinoidea, del suborden Orbitolinina y del orden Loftusiida. Su especie tipo es Coskinolina sunnilandensis. Su rango cronoestratigráfico abarca desde el Barremiense hasta el Albiense (Cretácico inferior).

## Discusión
Clasificaciones previas incluían Paracoskinolina en la subfamilia Dictyoconinae, y en el suborden Textulariina del orden Textulariida o en el orden Lituolida.

## Clasificación
Paracoskinolina incluye a las siguientes especies:
- Paracoskinolina casterasi
- Paracoskinolina coogani
- Paracoskinolina elongatissima
- Paracoskinolina fleuryi
- Paracoskinolina hispanica
- Paracoskinolina jourdanensis
- Paracoskinolina occitanica
- Paracoskinolina pertenuis
- Paracoskinolina pfenderae
- Paracoskinolina prestati
- Paracoskinolina querolensis
- Paracoskinolina sunnilandensis
- Paracoskinolina tunesiana